# Ulica Syrenki w Koszalinie
Ulica Syrenki – ulica w zachodniej części Koszalina, położona pomiędzy ul. Szczecińską i ul. Bohaterów Warszawy. W całości leży w ciągu drogi krajowej nr 6. W całości przebiega przez Osiedle Nowobramskie.
Została wytyczona w 1981 jako połączenie ulicy Bohaterów Warszawy z ulicą Szczecińską. Do 1983 nie posiadała nazwy, po poszerzeniu stała się częścią drogi krajowej i otrzymała obecną nazwę.